# Parkand
Parkand är en ort i Iran.   Den ligger i provinsen Khorasan, i den nordöstra delen av landet, 700 km öster om huvudstaden Teheran. Parkand ligger 639 meter över havet och antalet invånare är 407.
Terrängen runt Parkand är platt åt nordost, men åt sydväst är den kuperad. Runt Parkand är det ganska glesbefolkat, med 28 invånare per kvadratkilometer. Närmaste större samhälle är Chāpeshlū, 6,6 km sydost om Parkand. Trakten runt Parkand består till största delen av jordbruksmark.